# Enissa Amani
Enissa Amani (en persan : انیسا امانی ; née Sahar-Enissa Amani le 8 décembre 1981 à Téhéran) est une humoriste, actrice, mannequin, productrice et animatrice de télévision irano-allemande.

## Carrière professionnelle
Enissa Amani est née à Téhéran, fille d'un écrivain et médecin iranien. Depuis que ses parents socialistes ont été politiquement persécutés, la famille a fui l'Iran en 1985 à Francfort-sur-le-Main. Elle a été élevée socialiste par ses parents. Après avoir obtenu son diplôme d'études secondaires en 2003, Enissa Amani a étudié le droit, mais a abandonné ses études en littérature.  Elle a également travaillé dans le secteur de la beauté. Entre 2004 et 2005, elle a également travaillé comme hôtesse de l'air. Elle vit à Cologne depuis 2006,.
Enissa Amani a participé à plusieurs concours de beauté et a été nommée Miss 24.de, Vice Miss Allemagne de l'Ouest et Miss Tourisme Iran. Pendant trois mois, elle a présenté des vêtements et des cosmétiques sur la chaîne QVC. Au milieu de l'année 2013, elle a commencé avec une comédie de stand-up sur une scène ouverte et a fait des apparitions à NightWash, TV total, Satire Gipfel et StandUpMigranten un peu plus tard. Elle a tourné avec RebellComedy pour la première fois. En 2014, elle a été nommée pour le Prix Panthéon (prix du jury). Le 2 janvier 2015, elle participe au Grand Prix RTL Comedy. La même année, elle est candidate à l'émission Let's Dancesur RTL ; son partenaire est le double vainqueur de l'émission, Christian Polanc. Le couple occupe la quatrième place.
En 2016, Enissa Amani et Studio Amani ont animé leur première émission nocturne sur ProSieben, dont huit épisodes ont été diffusés du 7 mars au 2 mai 2016. Le programme devait combiner des commentaires quotidiens, des comédies humoristiques et des talk-shows, dans lesquels Enissa Amani abordait des sujets tels que la migration, les préjugés, les fonctionnalités Facebook, les mauvaises publicités, les tweets et les vieilles photos Internet. Le premier épisode a été plutôt mal accueilli. Les blagues sont juste "provocantes". Le point culminant du spectacle a été une bataille culturelle, au cours de laquelle Enissa Amani a distribué une partie de l'argent, est également passé sous la ceinture et a exploité des clichés. Avec des sujets comme le racisme et les différences culturelles, Enissa Amani, d'autre part, était brillante.
À partir du 1er décembre 2016, ProSieben a présenté un sketch/spectacle comique intitulé 'Nissa - Stories from Life'. Enissa Amani a raconté des histoires de sa vie en quatre épisodes et a été soutenue par Sabine Vitua dans le rôle de sa psychothérapeute.
Depuis le 26 avril 2018, une comédie spéciale intitulée parole d'honneur est disponible sur Netflix, le service de streaming. L'enregistrement a eu lieu au Théâtre Saint-Pauli à Hambourg.

## Animation
- Nissa - Geschichten aus dem Leben : Créatrice, productrice et animatrice
- Studio Amani : Créatrice, productrice et animatrice

## Filmographie
- 2015 : Un prof pas comme les autres 2 de Bora Dagtekin : hôtesse de l'air
- 2016 : Coup de foudre par SMS de Karoline Herfurth : Niki
- 2018 : Enissa Amani: Ehrenwort : elle-même